# Khaemwaset
|  | Per a altres significats, vegeu «Khaemwese». |

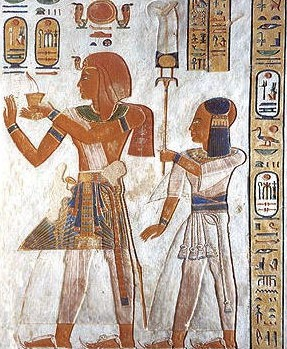
Khaemwaset amb Ramsès III. Detall de la tomba QV44

Khaemwaset fou un dels fills del faraó de la dinastia XX, Ramsès III. També apareix esmentat com a Ramsès Khaemwaset. Imitant Ramsès II, el seu famós predecessor, en molts aspectes de la seva vida i del seu govern, Ramsès III posa els mateixos noms als seus fills que els fills principals del gran faraó de la dinastia XIX. Igual que el seu homònim, Khaemwaset fou un destacat sacerdot de Ptah a Memfis, tot i que sembla que mai va assolir el títol de gran sacerdot que tenia el fill de Ramsès II.

A tampa do sarcófago externo de Khaemwaset. Museu Egipci de Torí.

Khaemwaset apareix esmentat en les inscripcions del temple del seu pare a Medinet Habu. Entre els càrrecs que tenia es troba el de "Portador de la palma a la dreta del rei" i el de "Senyor de la vida de les dues terres".

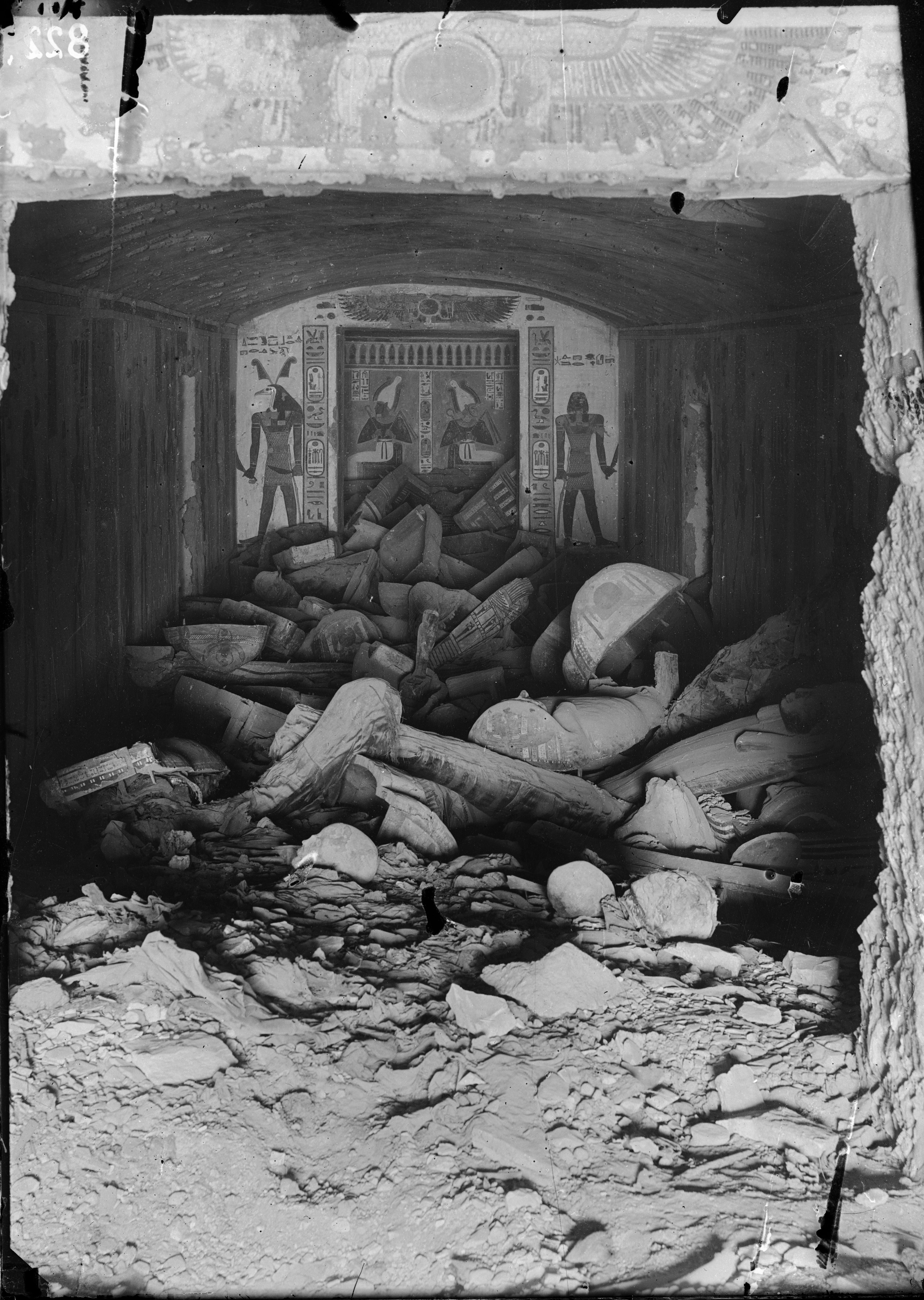
Fotografia de la QV44 el 1903.

Fou enterrat a la Vall de les Reines a la tomba assenyalada com a QV44. La tomba, ben conservada, va ser descoberta el 1903 per l'egiptòleg Ernesto Schiaparelli i va ser excavada per ell i els seus col·laboradors italians durant els anys 1903 i 1904. Al Museu Egipci del Caire hi ha un vas canopi seu; el sarcòfag i possiblement la seva mòmia són al Museu Egipci de Torí. Sembla que va sobreviure a son pare i que va morir durant el regnat del seu germà Ramsès IV, ja que els textos del sarcòfag mencionen aquest faraó.